# Mořic II. z Ditrichštejna
Mořic II. Jan hrabě z Ditrichštejna (německy Moritz II. Johann Graf von Dietrichstein-Proskau-Leslie; 4. července 1801 Vídeň – 15. října 1852 Vídeň) byl rakouský šlechtic a diplomat. Od roku 1821 působil v diplomatických službách Rakouského císařství a v různých funkcích pobýval v řadě evropských zemí. Svou kariéru završil jako rakouský velvyslanec ve Velké Británii (1844–1848).

## Životopis

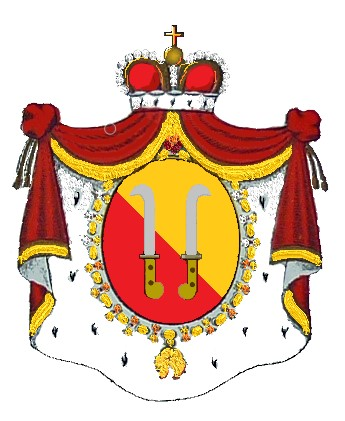
Erb rodu Ditrichštejnů

Pocházel ze starého šlechtického rodu Ditrichštejnů, byl příslušníkem poslední generace mikulovské knížecí větve, zemřel ale ještě před svým otcem. Narodil se jako nejstarší z pěti dětí knížete Mořice z Ditrichštejna (1775–1864) a jeho manželky Terezie, rozené hraběnky Gilleisové (1779–1860). Tři z jeho sourozenců zemřeli v dětství, dospělého věku se dožila jen nejmladší sestra Julie (1807–1883), provdaná za prince Karla Anselma z Oettingen-Wallersteinu (1796–1871).
Studoval nejprve soukromě, poté na univerzitě ve Vídni a v roce 1821 vstoupil do diplomatických služeb, začínal jako attaché v Neapoli. V roce 1825 byl jmenován c. k. komořím a stal se vyslaneckým tajemníkem v Paříži, v letech 1827–1833 byl prvním velvyslaneckým tajemníkem v Londýně. V roce 1833 byl jmenován zplonomocněným diplomatickým zástupcem s hodností chargé d'affaires v Kasselu (Hesensko-Kasselsko), ještě téhož roku se ale stal vyslancem v Bruselu (1833–1837), kde byl prvním rakouským diplomatickým zástupcem po vzniku Belgické království. V letech 1837–1839 byl vyslancem v Bádenském velkovévodství se sídlem v Karlsruhe, zároveň byl diplomatickým zástupcem pro Hesenské velkovévodství (Darmstadt). V roce 1839 se pak jako vyslanec vrátil do Bruselu, kde setrval do listopadu 1844. V roce 1842 získal titul c. k. tajného rady s nárokem na oslovení Excelence. Od 8. prosince 1844 zastával funkci rakouského velvyslance ve Spojeném království. Z titulu tohoto úřadu zajistil na jaře 1848 azyl pro kancléře Klemens Wenzel von Metternich, který do Londýna uprchl z revoluční Vídně. K datu 11. srpna 1848 požádal Ditrichštejn o odvolání z úřadu a vrátil se do Vídně. Vrátil se do Vídně a s ohledem na své zásluhy očekával nějaký další vysoký post v diplomacii, k tomu ale již nedošlo a poslední roky života strávil v soukromí ve Vídni.
Během své diplomatické kariéry obdržel několik vyznamenání od zahraničních panovníků, byl komandérem belgického Řádu Leopolda, nositelem hesenského Řádu zlatého lva, parmského Konstantiniánského řádu sv. Jiří a velkokříže hesenského Řádu Ludvíkova. V roce 1847 obdržel velkokříž rakouského Leopoldova řádu.
Zemřel ve Vídni 15. října ve věku 51 let a byl pohřben v Ditrichštejnské hrobce v Mikulově.

## Manželství a rodina
Jeho manželkou byla od roku 1842 hraběnka Eva Sofie (Ewa Zofia) Potocká (1820–1882), která pocházela z vlivné polské šlechtické rodiny, byla dcerou hraběte Alfreda Josefa Potockého (1785–1862), po matce pocházela z knížecího rodu Czartoryských. Eva Sofie byla později c. k. palácovou dámou a dámou Řádu hvězdového kříže. Mladším bratrem Evy Sofie byl hrabě Alfred Potocki (1822–1889), který pod patronátem Mořice II. zahájil svou kariéru v diplomacii, později se stal vlivným rakouským politikem a v letech 1870–1871 byl předsedou vlády. Jejich sestra Julie Potocká (1818–1895) byla manželkou prince Františka z Lichtenštejna (1802–1887), který v armádě dosáhl hodnosti generála jezdectva a v letech 1860–1861 byl vrchním velitelem v Uhrách.